# 安子岭乡 (青龙县)
安子岭乡，是中华人民共和国河北省秦皇岛市青龙满族自治县下辖的一个乡镇级行政单位。

## 行政区划
安子岭乡下辖以下地区：
安子岭村、刘杖子村、金杖子村、白蟒山村、砖瓦窑村、田庄村、陡沟村、东山村、樊杖子村、榆树林子村、金马村、干树沟村、吉利峪村和三界岭村。